# Malik Ibn Anas
Malik Ibn Anas, arab. مالك بن أنس (ur. pomiędzy 708 a 716 - zm. 796 w Medynie) – muzułmański prawnik, eponimiczny założyciel malikickiej szkoły prawa.
Większość swojego życia spędził w Medynie. Wiemy, że w roku 761 kalif Al-Mansur (754 - 775) wysłał go z misją wezwania przed swoje oblicze Alidów Muhammada i Ibrahima Ibn Abd Allaha, co sugeruje, że już wtedy Malik cieszył się ogólnym poważaniem, a także iż był uważany za osobę przynajmniej nie otwarcie wrogą wobec rządu. Wkrótce został też wynagrodzony skonfiskowaną własnością Abd Allaha, ojca wspomnianych wyżej Alidów. Niemniej jego misja skończyła się niepowodzeniem, a kiedy w roku następnym Muhammad Ibn Abd Allah podniósł bunt w Medynie, Malik wydał fatwę, zgodnie z którą przysięga wobec Al-Mansura miała nie obowiązywać, ponieważ złożona była pod przymusem. Po stłumieniu buntu w roku 763 Malik za swoje zachowanie został wychłostany. Później ugodził się jednak z Abbasydami. Kalif Al-Mahdi (775 - 785) miał zasięgać jego rady w sprawie zmian w świątyni w Mekce, zaś Harun ar-Raszid (786 - 809) miał go odwiedzić podczas swojej pielgrzymki w roku 796. W tym samym roku Malik zmarł.
Nauka Malika Ibn Anasa zawarta jest w dziele Kitab al-Muwatta (Księga udeptanej ścieżki). Oparł on w niej swój system prawny na Koranie, starannie wybranych hadisach oraz prawie zwyczajowym Medyny. Malik starał się podążać za idżmą społeczności Medyny, która miała szczególną wagę z uwagi na świętość miasta niegdyś rządzonego przez Mahometa. W razie kontrowersji przyjmował on opinie najbardziej umiarkowane, najpowszechniej przyjęte. Jego dzieło jest zatem nie tyle wyrazem jego osobistych opinii, co świadectwem stadium, w jakim znajdowało się prawo muzułmańskie w tym okresie. Ze względu na umiarkowanie jego stanowiska i jego zgodność z ogólnymi tendencjami w prawie Al-Hidżazu, jak również szacunek do jego walorów jako osoby, szkoła prawa, która w IX wieku zaczęła powstawać w tym regionie, uznała go za swojego eponima. Malik Ibn Anas miał wielu uczniów, z których najważniejszym był bez wątpienia Asz-Szafi’i, założyciel szafi’ickiej szkoły prawa.